# Hesperotingis floridana
Hesperotingis floridana är en insektsart som beskrevs av Drake 1928. Hesperotingis floridana ingår i släktet Hesperotingis och familjen nätskinnbaggar. Inga underarter finns listade i Catalogue of Life.